# Малокаховский сельский совет (Каховский район)
Малокаховский сельский совет (укр. Малокаховська сільська рада) — входит в состав
Каховского района
Херсонской области
Украины.
Административный центр сельского совета находится в 
с. Малокаховка
.

## История
- 1791 — дата образования.

## Населённые пункты совета
- с. Малокаховка